# Asilus melanacrus
Asilus melanacrus là một loài ruồi trong họ Asilidae. Asilus melanacrus được Wiedemann miêu tả năm 1828. Loài này phân bố ở vùng Tân nhiệt đới.